# Пихта корейская
Пи́хта коре́йская (лат. Ábies koreána) — дерево; вид рода Пихта семейства Сосновые (Pinaceae).

## Ботаническое описание
Вечнозелёное дерево до 15 м высотой, с ширококонусовидной кроной.
Кора у молодых деревьев гладкая, светло-серая, часто с пурпурным оттенком, у старых глубоко растрескивающаяся, красно-коричневая по трещинам. Молодые побеги слабо бороздчатые, желтоватые, затем приобретающие пурпурный оттенок.
Хвоя густо настильно сидящая. 10—15 (20) мм длиной, 2—2,5 мм шириной, жёсткая, саблевидно изогнутая, у верхушки часто слабо выемчатая (у молодых растений острая и колючая), сверху тёмно-зелёная, блестящая снизу с 2 широкими светлыми полосками.
Шишки цилиндрические 5—7 см длиной, 2—2,8 см шириной. Перед созреванием фиолетово-пурпурные.
Вид близок пихте Вича, отличается от него глубоко растрескивающейся корой, короткой хвоей и выдающимися, отогнутыми кроющими чешуями.

## Распространение
Юг Кореи, включая остров Чеджудо.
Горы на высотах от 1000 до 1850 метров над уровнем моря. Образует чистые или смешанные леса с елью аянской и  берёзой Эрмана.

## Галерея

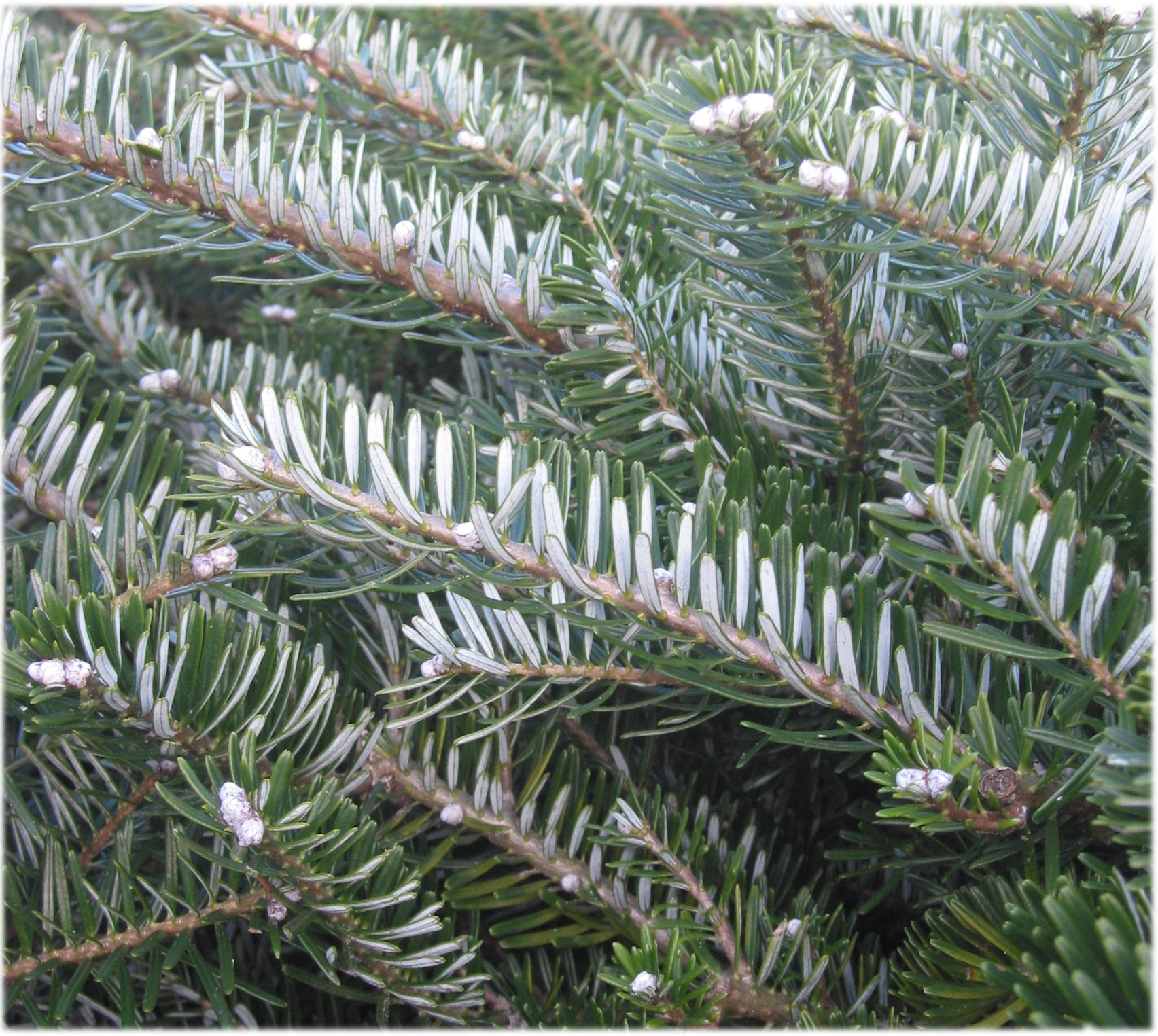
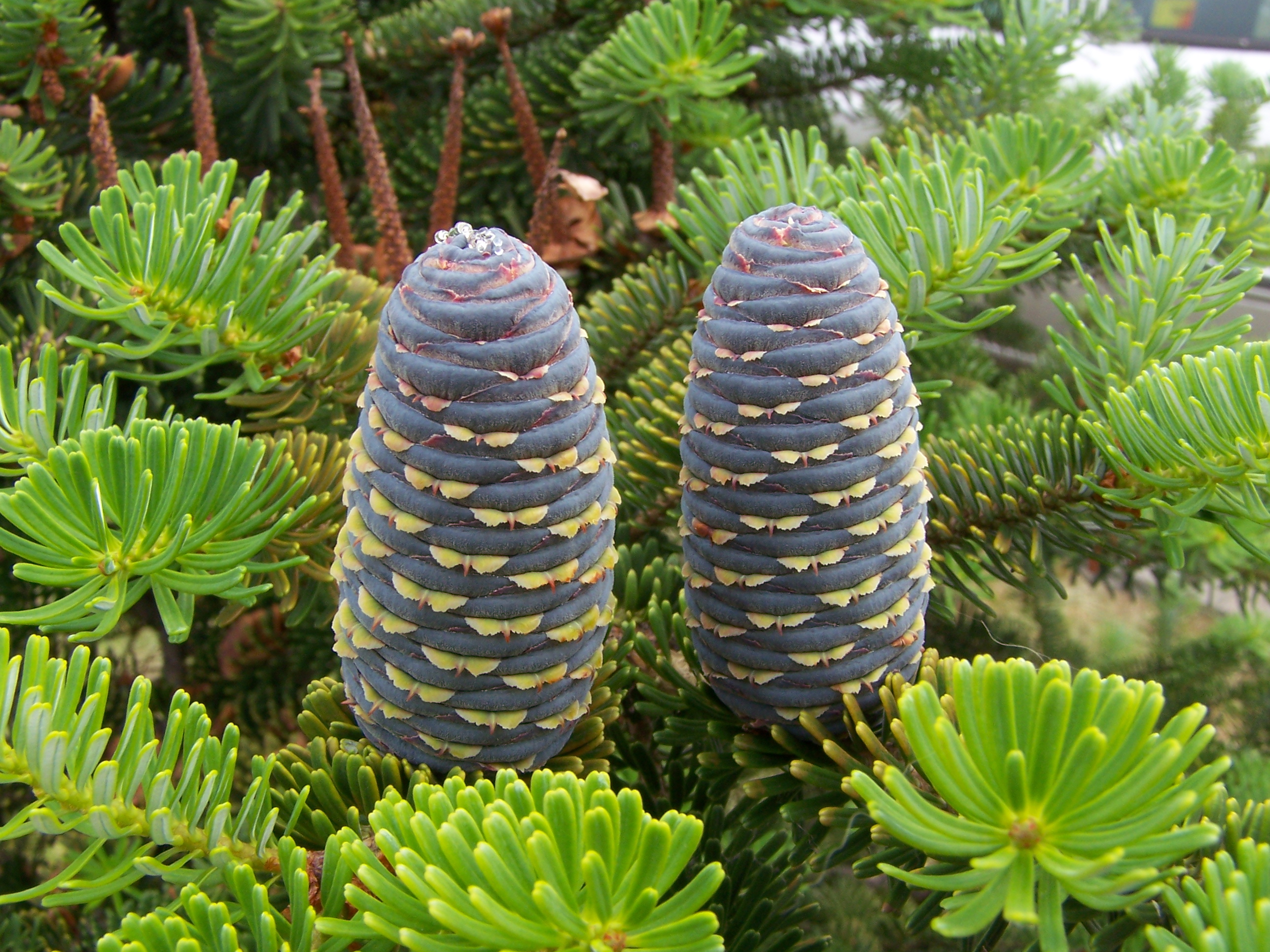
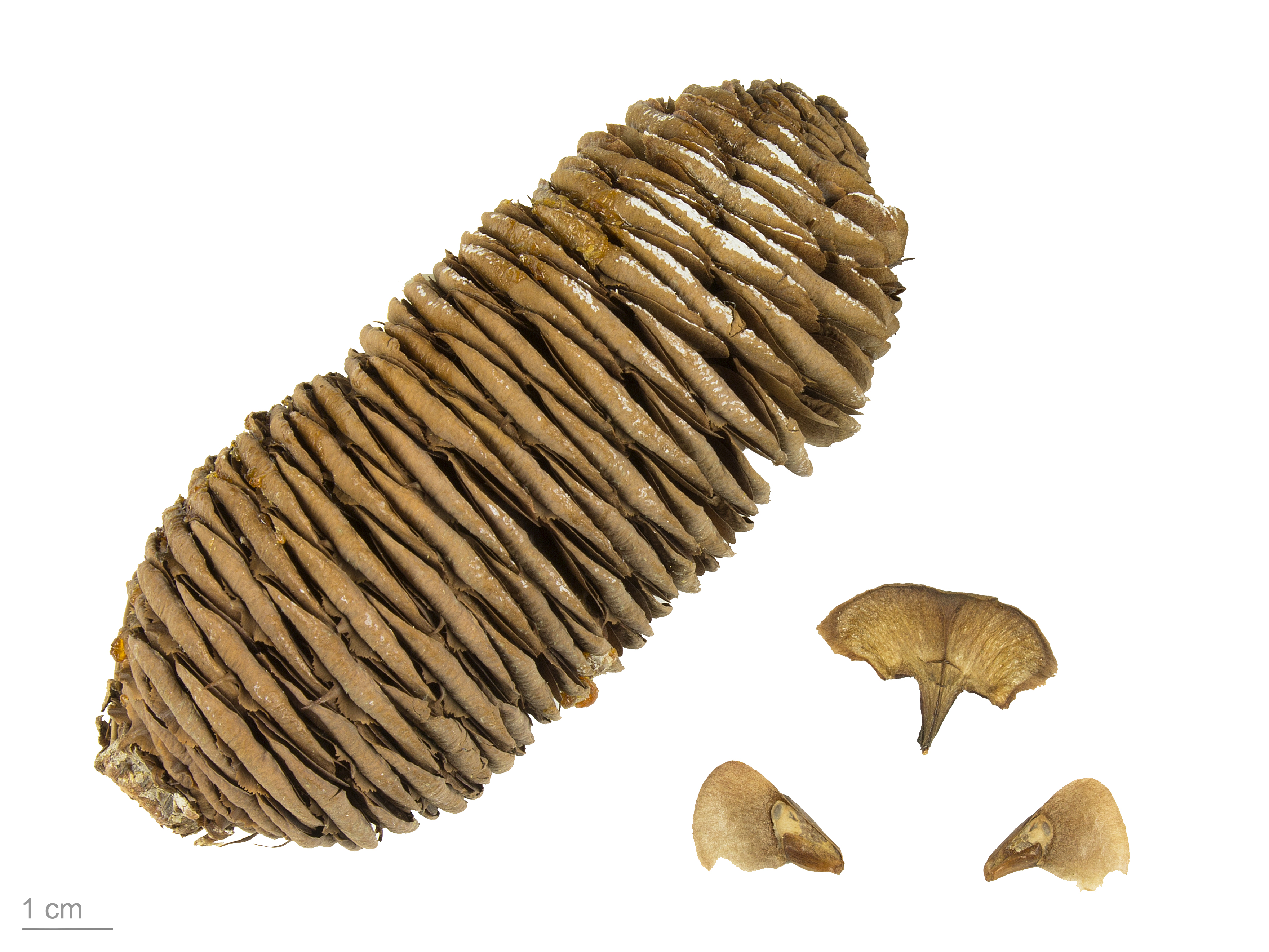
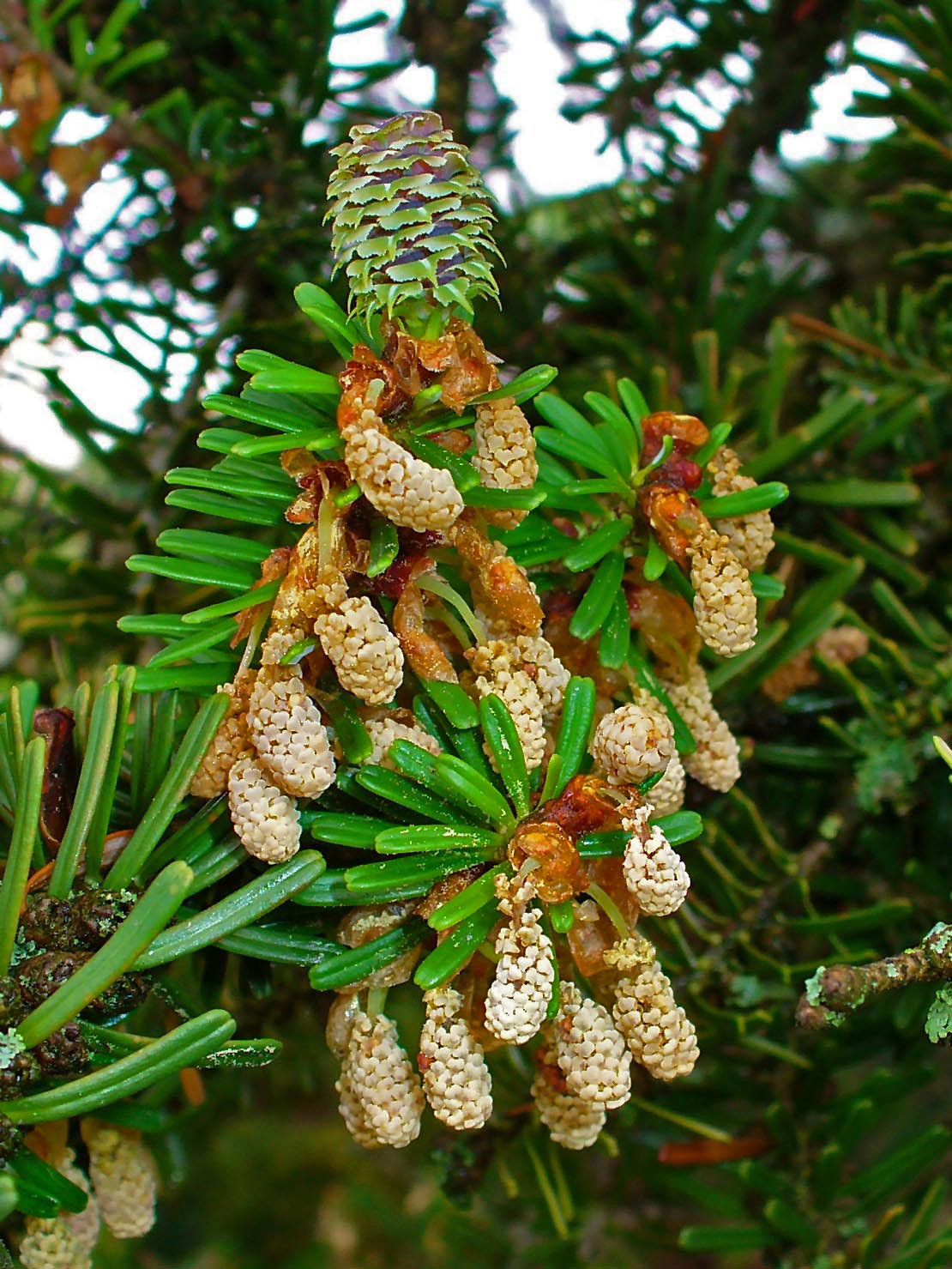
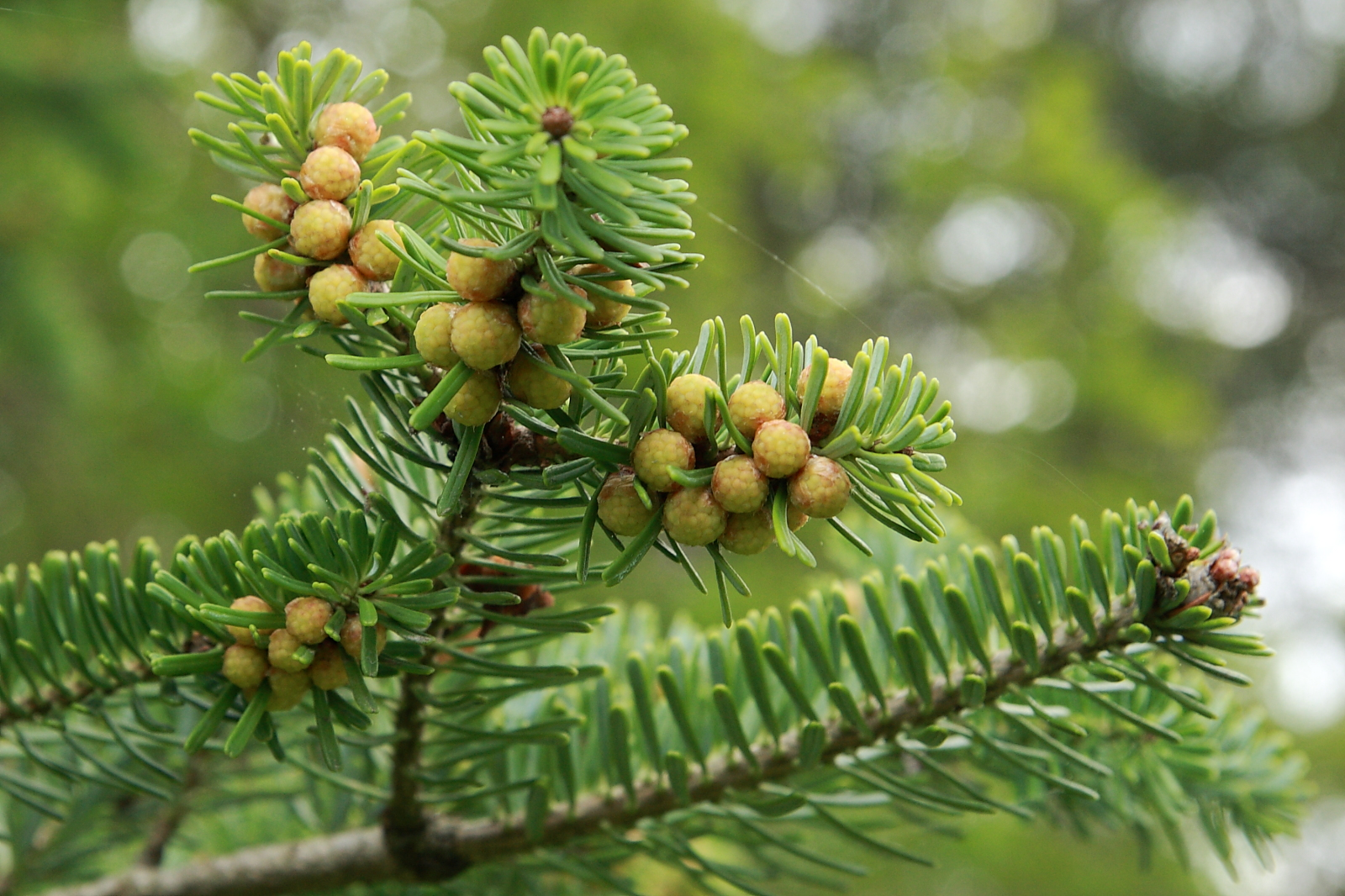
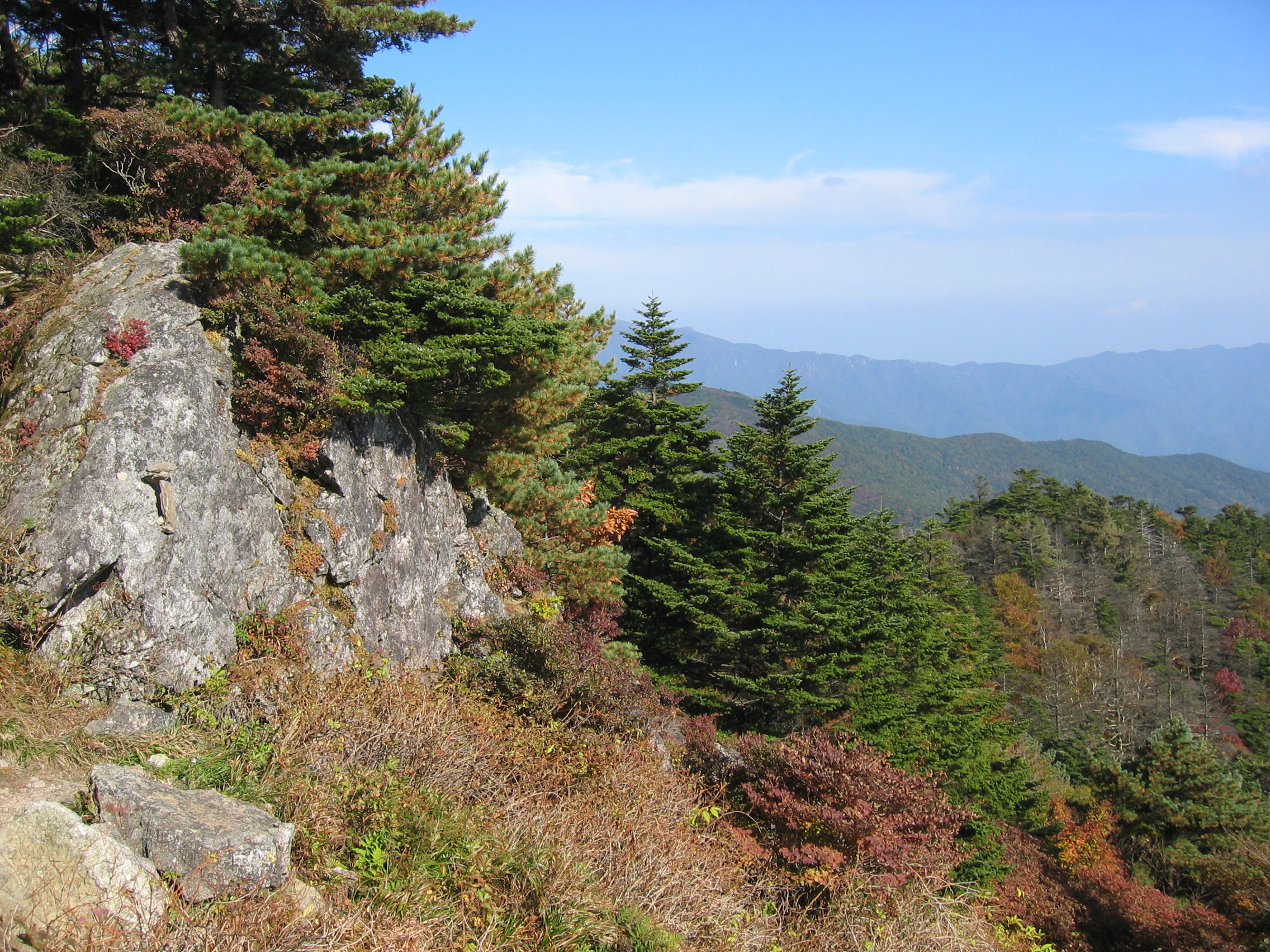
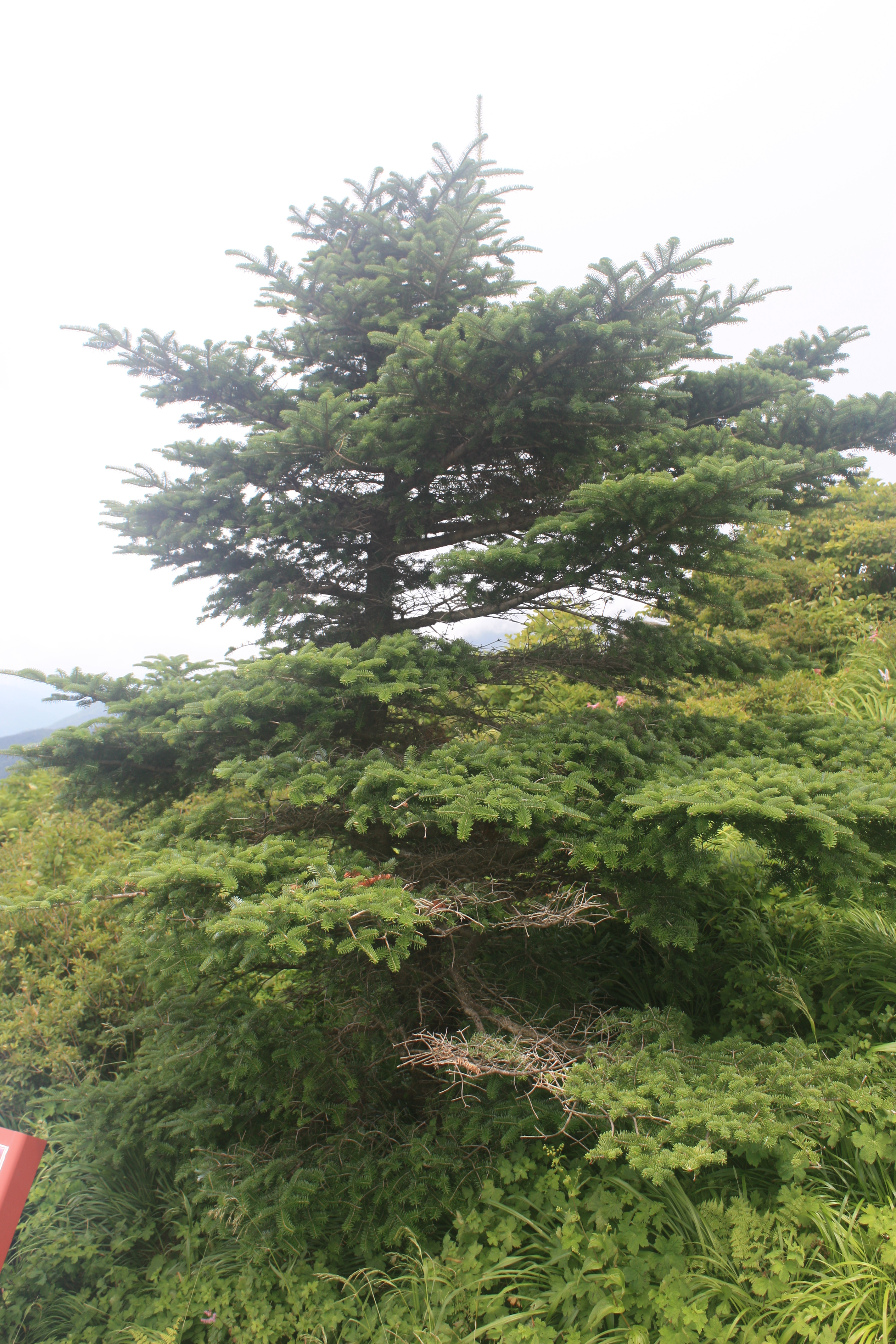